# Urszula Włodarczyk
Urszula Ewa Włodarczyk, poljska atletinja, * 22. december 1965, Wałbrzych, Poljska.
Nastopila je na poletnih olimpijskih igrah v letih 1992, 1996 in 2000, dosegla je dve četrti in osmo mesto v sedmeroboju. Na svetovnih dvoranskih prvenstvih je v peteroboju osvojila bronasto medaljo leta 1999, na  evropskih prvenstvih v sedmeroboju srebrno medaljo leta 1998 in bronasto leta 1994, na evropskih dvoranskih prvenstvih pa naslov prvakinje v peteroboju leta 1998 ter srebrno in tri bronaste medalje.